# Paralola buresi
Paralola buresi is een hooiwagen uit de familie Phalangodidae.